# Johan Rasmusson
Johan Magnus Rasmusson, född 10 juni 1894 i Flensburg, död 27 januari 1964 i Lund, var en svensk ärftlighetsforskare och växtförädlare.
Johan Rasmusson var son till plåtslagaren Carl Johan Rasmusson. Han avlade studentexamen i Kristianstad 1911 och studerade därefter vid Lunds universitet där han blev filosofie kandidat 1922, filosofie licentiat 1926 och filosofie doktor 1927. Han var extra amanuens i botanik 1915–1917, extraordinarie amanuens i ärftlighetsforskning 1918–1926, docent i ärftlighetslära 1928–1938 och tillförordnad professor i ärftlighetslära kortare perioder 1928 och 1933. 1916–1926 var han knuten till Alnarps lantbruks- och mejeriinstitut, först som assistent i botanik och från 1917 som ledare för den nyinrättade försöks- och förädlingsverksamheten med köksväxter vid Alnarps trädgårdar (Statens trädgårdsförsök). Rasmusson var 1926–1935 föreståndare för avdelningen för rotfruktsförädling vid Sveriges utsädesförening i Svalöv och utsågs 1935 till föreståndare för Svenska Sockerfabriks AB:s betförädlingsinstitution i Hilleshög. 1948 erhöll han professors namn. Han företog studieresor till många europeiska länder. Rasmusson utgav ett trettiotal arbeten inom sitt område, publicerade i Hereditas och andra facktidskrifter. Som ärftlighetsforskare utförde han viktiga undersökningar bland annat över ärtsläktet och behandlade kopplingar som i Genetically changed Likage Values in Pisum (del 1, doktorsavhandling 1927, del 2, 1934) samt korsbefruktning, inavel och nedärvning av kvantitativa egenskaper. En populär framställning lämnade han i Ärftlighetsläran som grundval för växtodlingen (i Svenska jordbrukets bok. Växtodling, 1, 1935). Inom växtförädlingen utgav han arbeten om förädlingsteori och försöksteknik, över försök med köksväxter i olika delar av Sverige och över rotfrukterna, särskilt sockerbetans, förädling. Han utgav därutöver 1943 års undersökning över betarbetets mekanisering (1944). Rasmusson blev 1945 ledamot av Lantbruksakademien och samma år av Jordbrukets forskningsråd.